# Kamini
Kamini, volledige naam Kamini Zantoko (Le Nouvion-en-Thiérache, 8 december 1979), is een Franse rapper uit Marly-Gomont.

## Biografie
Kamini Zantoko is een zoon van een arts uit Congo-Kinshasa, maar groeide op op het Franse platteland, in de gemeente Marly-Gomont.
In 2006 schreef Zantoko met een paar vrienden het lied Marly-Gomont. Het lied ging over zijn verblijf in de gemeente en zijn gevoelens over hoe het is om als enige zwarte familie in de gemeente te leven. Dit lied stuurde hij naar talrijke Franse platenfirma's. Het lied werd erg populair in de Franse media.
Kamini bedacht het idee voor de film The African Doctor (Bienvenue à Marly-Gomont), die in 2016 uitkwam.
Deze film is gebaseerd op de ervaringen van zijn vader als arts in Marly-Gomont.

## Discografie

### Singles
- 2006 - "Marly-Gomont"
- 2007 - "J'suis blanc"
- 2007 - "Psychostar Show"
- 2007 - "Un p'tit coup de Motherfuck"
- 2009 - "Parce qu'on est con"

### Albums
- 2007 - Psychostar World
- 2009 - Extra-Terrien

- Bibliothèque nationale de France: cb155091187 (data)
- International Standard Name Identifier: 0000 0000 0542 7952
- MusicBrainz: db793f3c-32bd-4076-b74c-86acf403eb23
- Système universitaire de documentation: 182554813
- Virtual International Authority File: 305232887